# Алтје
Алтје (фр. Altier) насеље је и општина у јужној Француској у региону Лангдок-Русијон, у департману Лозер која припада префектури Манд.
По подацима из 2011. године у општини је живело 207 становника, а густина насељености је износила 3,8 становника/km². Општина се простире на површини од 54,45 km². Налази се на средњој надморској висини од 725 метара (максималној 1.678 m, а минималној 616 m).

## Демографија
| 1962. | 1968. | 1975. | 1982. | 1990. | 1999. | 2011. |
| ----- | ----- | ----- | ----- | ----- | ----- | ----- |
| 461   | 360   | 276   | 246   | 243   | 207   | 207   |

График промене броја становника у току последњих година